# Khaibar-1
De Khaibar-1 (Arabisch: خيبر-١, Chaibar-1) is een langeafstandsraket, die als eerste is gebruikt en gelanceerd door Hezbollah op de Israëlische stad Afula op 28 juli 2006 tijdens de Israëlisch-Libanese oorlog van 2006.
Volgens Israëlische bronnen is deze ballistische raket afgeleid van de Zelzal-1-raket (bereik: 100 kilometer) of de Iraanse Fajr-5-raket (bereik: 75 kilometer). De raket heeft een minimale capaciteit van 100 kilogram.